# INSEAD
INSEAD là một trường đại học tư thục, phi lợi nhuận, với các cơ sở giảng dạy chính ở Fontainebleau, Pháp  và Singapore, cùng với các cơ sở nghiên cứu ở Abu Dhabi, Các tiểu vương quốc Ả rập Thống nhất và San Francisco, Hoa Kỳ. INSEAD được biết đến vì các cựu sinh viên thành đạt trong kinh doanh và chính trị, các nghiên cứu về chiến lược kinh doanh, đổi mới sáng tạo, toàn cầu hoá, kinh doanh bền vững, tăng trưởng xanh và môi trường học tập nhấn mạnh tính quốc tế và hợp tác xuyên biên giới.
Chương trình MBA của INSEAD xếp thứ 2 về số lượng cựu sinh viên hiện là tổng giám đốc tại 500 công ty lớn nhất toàn cầu, chỉ sau Trường Kinh doanh Harvard, và xếp thứ 6 về số lượng tỷ phú.
Dù là một trường đại học chuyên ngành, chỉ dạy bậc cao học với quy mô tương đối nhỏ, INSEAD vẫn xếp thứ 2 toàn cầu trong số các trường đại học đào ra nhiều lãnh đạo doanh nghiệp niêm yết chủ chốt nhất, chỉ xếp sau Đại học Harvard và trước Đại học Oxford. INSEAD nằm trong top 20 trường đại học đào tạo ra nhiều triệu phú nhất toàn cầu.
Xét trên số lượng nhà sáng lập, chương trình MBA của INSEAD được xếp thứ 4 trên toàn cầu trong bảng xếp hạng các chương trình MBA tốt nhất dành cho nhà sáng lập doanh nghiệp, sau Harvard, Stanford và Wharton. Xét trên số vốn kêu gọi được, INSEAD, Harvard và Stanford luân phiên nhau đứng đầu trong danh sách các chương trình MBA có cựu học sinh kêu gọi được nhiều vốn đầu tư nhất thế giới.
Trong lĩnh vực chính trị, trường đã đào tạo ra 4 nguyên thủ quốc gia/người đứng đầu chính phủ, một số người đứng đầu cơ quan lập pháp, hàng chục bộ trưởng và thành viên nội các, hàng chục nghị sĩ và một số thành viên hoàng tộc của nhiều quốc gia khác nhau trên toàn thế giới.
Chương trình MBA của INSEAD được biết đến với tính quốc tế cao, không nhận quá 10% sinh viên có cùng 1 quốc tịch và yêu cầu mỗi sinh viên phải nói được 3 thứ tiếng để tốt nghiệp.

## Lịch sử

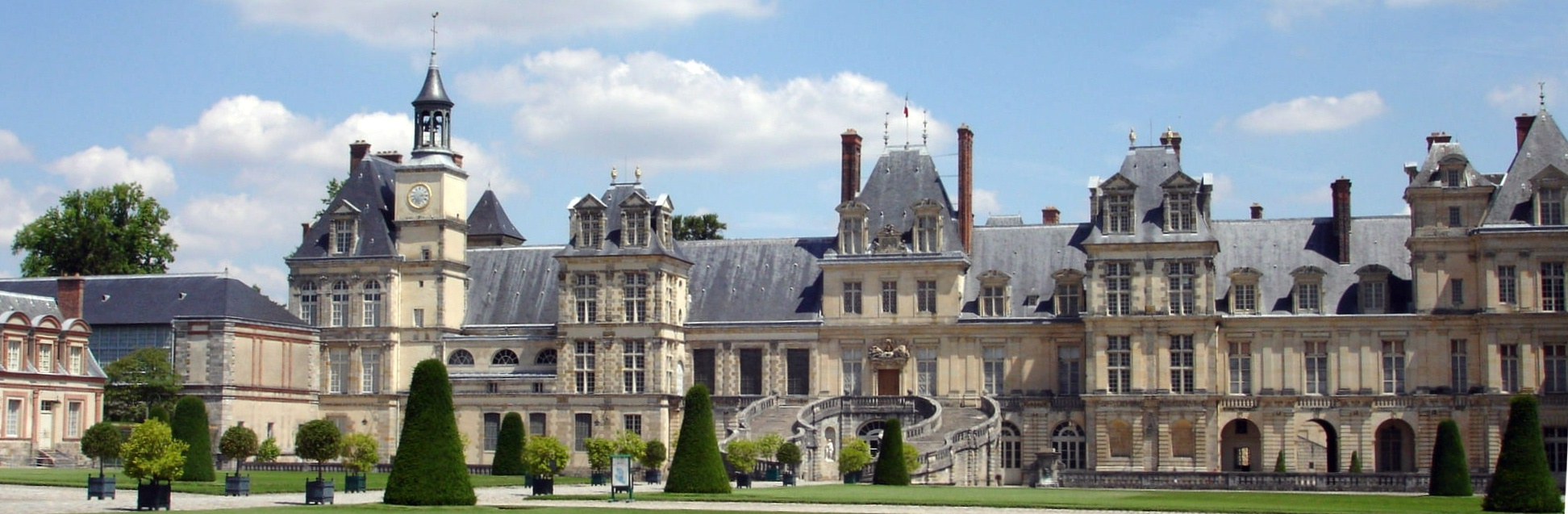
Lâu đài Fontainebleau

Georges Doriot, người sáng lập INSEAD, là một nhà đầu tư mạo hiểm song tịch Pháp-Mỹ và là giáo sư tại Trường Kinh doanh Harvard. Thường được coi là "cha đẻ của đầu tư mạo hiểm," ông đã thành lập American Research and Development Corporation (ARDC) vào năm 1946, một trong những công ty đầu tư mạo hiểm công khai đầu tiên. Sự nghiệp của Doriot cũng được định hình bởi việc ông phục vụ trong Quân đội Hoa Kỳ với cấp bậc tướng trong Chiến tranh thế giới thứ hai, nơi ông lãnh đạo Phòng Kế hoạch Quân sự và phụ trách việc liên kế hoạch hậu cần quy mô toàn cầu cho các hoạt động của lực lượng Đồng Minh từ thức ăn, quần áo cho tới vũ khí. Thời gian tham chiến trong  thế chiến II cũng như thế chiến I trước đó đã thúc đẩy Doriot quyết tâm đóng góp vào việc tái thiết và lập lại hòa bình lâu dài tại châu Âu.
Sau chiến tranh, Doriot lên kế hoạch xây dựng một trường kinh doanh kết nối các nhà lãnh đạo tương lai từ các quốc gia khác nhau trên toàn Châu Âu, bao gồm cả các quốc gia từng là kẻ thù, để tái thiết nền kinh tế và kiến tạo một nền hòa bình bền vững. Ông cho rằng trường học này nên giới hạn sinh viên theo quốc tịch và ngôn ngữ giảng dạy nên lẫn lộn tiếng Pháp, Anh và Đức nhằm đảm bảo rằng sinh viên sẽ thực sự hợp tác liên văn hóa. Ngày nay, INSEAD vẫn duy trì giới hạn không nhận quá 12% sinh viên có cùng 1 quốc tịch  nhưng hiện nay tất cả các lớp học đều được giảng dạy bằng tiếng Anh, với yêu cầu sinh viên phải thành thạo ba ngôn ngữ bất kì để tốt nghiệp.
Vào năm 1955, Doriot đã trình bày ý tưởng này trước Phòng Thương mại Paris, và các chủ tịch của tổ chức này, Jean Marcou và Philippe Dennis, không chỉ tài trợ cho dự án mà còn trở thành các chủ tịch đầu tiên của trường. Tầm nhìn của Doriot đã nhận được sự ủng hộ quốc tế, bao gồm từ Tổng thống Hoa Kỳ Dwight D. Eisenhower, người đã ủng hộ vai trò của INSEAD việc tái thiết châu Âu.
Doriot đã chọn Claude Janssen và Olivier Giscard d'Estaing, các học trò cũ của ông tại Harvard, làm đồng sáng lập. Janssen, người có mối quan hệ tốt trong các giới kinh doanh châu Âu, có kinh nghiệm trong lĩnh vực tài chính, trong khi Giscard d'Estaing, em trai của tổng thống tương lai Pháp Valéry Giscard d'Estaing, đã mang đến một mạng lưới chính trị mạnh mẽ, giành được sự ủng hộ từ các nhân vật có ảnh hưởng ở Pháp và nước ngoài.
INSEAD được thành lập vào năm 1957 và ban đầu hoạt động tại Château de Fontainebleau, trước khi chuyển đến Cơ sở Châu Âu hiện nay vào năm 1967. Lớp MBA đầu tiên bắt đầu vào ngày 12 tháng 9 năm 1959, với 57 sinh viên.
INSEAD mở rộng ra toàn cầu với việc thành lập cơ sở Châu Á tại Singapore, được khánh thành vào năm 2000 bởi Thủ tướng Lý Quang Diệu. Với nước đi này, trường cũng đổi sang sử dụng thương hiệu chính thức "INSEAD" và khẩu hiệu "Business School for the World," thay thế tên gọi ban đầu là "European Institute of Business Administration", thể hiện sứ mệnh toàn cầu hơn.
Vào năm 2001, INSEAD đã thiết lập mối quan hệ đối tác chiến lược với Trường Kinh doanh Wharton thuộc Đại học Pennsylvania, tạo nên Liên minh Wharton-INSEAD. Mối quan hệ đối tác này tạo điều kiện cho việc trao đổi sinh viên, nghiên cứu chung và giảng dạy hợp tác giữa sáu cơ sở của hai trường tại Philadelphia, San Francisco, Fontainebleau, Singapore, Bắc Kinh, và Abu Dhabi. Hơn 2.100 sinh viên đã tham gia chương trình trao đổi này kể từ khi thành lập. Liên minh này nhấn mạnh quan điểm toàn cầu trong giáo dục và nghiên cứu quản lý, tận dụng thế mạnh của cả hai tổ chức để đào tạo những nhà lãnh đạo có tầm nhìn toàn cầu thực sự.
Vào năm 2012, INSEAD trở thành thành viên sáng lập của Hiệp hội Đại học Sorbonne, tiến tới việc sáp nhập với các trường chuyên ngành trong hiệp hội màu để tạo ra một trường đại học đa ngành. Vào năm 2024, INSEAD, hợp tác với Trường Kinh doanh Cambridge Judge, HEC Paris, IE Business School, IESE Business School, IMD, Trường Kinh doanh London, và Trường Kinh doanh Saïd tại Đại học Oxford, đã khởi xướng sáng kiến Business Schools for Climate Leadership (BS4CL) để giải quyết các thách thức về khí hậu toàn cầu thông qua giáo dục và nghiên cứu tích hợp.

## Các cơ sở

INSEAD cơ sở Singapore

Cơ sở ban đầu của INSEAD (cơ sở Châu Âu) nằm ở Fontainebleau, gần Paris, Pháp. Cơ sở thứ hai của trường (cơ sở Châu Á) nằm ở quận one-north của Singapore, bên cạnh ga tàu điện ngầm one-north. Cơ sở thứ ba và mới nhất (cơ sở Trung Đông) nằm ở Abu Dhabi. Mặc dù tọa lạc tại châu Âu và châu Á, INSEAD theo đuổi mô hình trường kinh doanh của Hoa Kỳ. INSEAD là nơi tiên phong trong việc thành lập trường kinh doanh đa cơ sở như một cách để tăng cường sự hiện diện toàn cầu, tính chất của đội ngũ giảng viên và chương trình giảng dạy. Một nghiên cứu của Trường Kinh doanh Harvard đã khám phá cách tiếp cận của INSEAD đối với giáo dục kinh doanh trong bối cảnh toàn cầu và cách thức hoạt động của hệ thống nhiều cơ sở này.

## Các chương trình đào tạo

### Chứng chỉ Nền tảng kinh doanh (Business Foundations Certificate)
INSEAD phối hợp với Đại học Sorbonne cung cấp chương trình Chứng chỉ Nền tảng Kinh doanh phù hợp với những sinh viên mới tốt nghiệp thạc sĩ hoặc tiến sĩ từ các ngành khoa học, y học, nhân văn, kĩ thuật và luật. Chương trình trang bị cho người tham gia các kỹ năng kinh doanh và kinh tế bổ sung tối ưu cho quá trình đào tạo sau đại học của họ. Nó cũng hỗ trợ người tham gia chuyển đổi sang sự nghiệp kinh doanh và giúp các doanh nhân có tham vọng hoàn thành mục tiêu khởi nghiệp của chính họ bằng cách bổ sung cho ý tưởng của họ một nền tảng vững chắc về kinh doanh và lãnh đạo 

### Chương trình Thạc sĩ Quản trị kinh doanh (MBA)
Các học viên MBA của INSEAD có thể tham gia các khóa học chính tại một trong hai hoặc cả hai cơ sở Châu Âu và Châu Á  (cũng như một thời gian học tại cơ sở Trung Đông). Các môn học chính được dạy song song ở các cơ sở, và có các giảng viên giảng dạy ở cả cơ sở Châu Âu và Châu Á cũng như các giảng viên thường trực tại mỗi cơ sở. Khoảng 20% học viên tham gia chương trình MBA với các bằng cấp sau đại học hoặc chuyên môn khác; bao gồm bác sĩ y khoa, luật sư và tiến sĩ.
INSEAD cung cấp hai lịch trình MBA mỗi năm: một chương trình bắt đầu vào tháng 9, hoàn thành trong 10 tháng và một chương trình mùa đông kéo dài 12 tháng bắt đầu từ tháng 1 cho những học viên muốn hoàn thành kỳ thực tập mùa hè.
Chương trình giảng dạy MBA của INSEAD bao gồm các khóa học chính và môn tự chọn. Cốt lõi bao gồm các ngành quản lý truyền thống bao gồm tài chính, kinh tế, hành vi tổ chức, kế toán, đạo đức, marketing, thống kê, quản trị vận hành, môi trường chính trị quốc tế, chính sách công, quản lý chuỗi cung ứng, lãnh đạo và chiến lược doanh nghiệp. Có 75 môn tự chọn trong các lĩnh vực như kế toán và kiểm soát, khoa học quyết định, kinh tế và khoa học chính trị, doanh nhân và doanh nghiệp gia đình, tài chính, hành vi tổ chức, chiến lược, tiếp thị, công nghệ và quản trị vận hành. Học viên được yêu cầu nói hai ngôn ngữ khi nhập học và thành thạo ngôn ngữ thứ ba khi tốt nghiệp.

### Chương trình Thạc sĩ Điều hành cao cấp (Executive MBA)
INSEAD có hai chương trình EMBA: Thạc sĩ Điều hành cao cấp Toàn cầu (Global Executive MBA - GEMBA) và Thạc sĩ Điều hành cao cấp Thanh Hoa INSEAD (Tsinghua INSEAD EMBA - TIEMBA). Cả hai chương trình EMBA đều là chương trình cấp bằng thạc sĩ bán thời gian, theo mô đun.
Các chương trình này cung cấp cho nhà quản trị kinh doanh có kinh nghiệm một khóa học chuyên sâu kéo dài 14–17 tháng, diễn ra theo các mô đun (khoảng sáu đến bảy tuần một lần). Mỗi mô đun trong khuôn viên trường có thời lượng từ một đến hai tuần. Đối với chương trình GEMBA, thời gian thực tế trong khuôn viên trường tổng cộng là 12 tuần với những người tham gia ở cả ba cơ sở của INSEAD (Fontainebleau, Pháp, Abu Dhabi và Singapore). Đối với chương trình TIEMBA, thời gian thực tế trong khuôn viên trường tổng cộng là 12 tuần, xen kẽ giữa cơ sở của Thanh Hoa ở Bắc Kinh, Trung Quốc, và khuôn viên của INSEAD ở Singapore.
Cả hai chương trình GEMBA và TIEMBA đều bao gồm lịch trình huấn luyện nhóm, đánh giá 360 độ và các hoạt động nhóm được thiết kế để phát triển phong cách lãnh đạo, được gọi là Chương trình Phát triển Lãnh đạo (Leadership Development Programme).

### Thạc sĩ Điều hành về Huấn luyện và Tư vấn Thay đổi
Thạc sĩ Điều hành về Huấn luyện và Tư vấn Thay đổi (Executive Master in Coaching and Consulting for Change) là một bằng thạc sĩ chuyên ngành. Nó cung cấp nền tảng về các động lực cơ bản của hành vi con người và động lực tiềm ẩn của các tổ chức. Tích hợp giáo dục về kinh doanh với một loạt các lĩnh vực tâm lý, chương trình cho phép người tham gia hiểu bản thân và những người khác ở mức độ cơ bản, giúp họ chuẩn bị để đảm nhận các vai trò trong tổ chức, phát triển cá nhân, tổ chức và quản trị thay đổi.

### Thạc sĩ Tài chính (MFin)
Chương trình Thạc sĩ Tài chính (MFin) của INSEAD dạy người tham gia các kỹ năng tài chính và kế toán như những kỹ năng được dạy trong chương trình MBA, đồng thời đưa ra các quan điểm lãnh đạo và quản lý. Chương trình được cung cấp dưới dạng mô-đun trong khoảng thời gian 20 tháng để cho phép các học viên vừa học vừa tiếp tục làm việc. Những người tham gia nghỉ làm để tham gia 6 mô đun (kéo dài 2-3 tuần) trong khuôn viên trường và tiếp tục làm việc giữa các học phần.

### Chương trình tiến sĩ
Tiến sĩ Quản lý INSEAD là một bằng tiến sĩ về kinh doanh để chuẩn bị cho học viên theo đuổi con đường học thuật. Nó đòi hỏi bốn đến năm năm học toàn thời gian - hai năm đầu tiên dành cho các môn học, năm thứ ba và thứ tư (hoặc đôi khi thứ năm) dành cho nghiên cứu và luận văn. Sinh viên có thể lựa chọn bắt đầu việc học tại cơ sở Châu Á (Singapore) hoặc Châu Âu (Pháp), và trao đổi tại Bắc Mỹ (Hoa Kỳ) thông qua hợp tác INSEAD-Wharton. Có tám lĩnh vực chuyên môn: Kế toán, Khoa học quyết định, Tinh thần doanh nhân, Tài chính, Marketing, Hành vi Tổ chức, Chiến lược, Công nghệ và Quản trị vận hành. INSEAD trao các học bổng, theo đó học viên được miễn hoàn toàn học phí, cung cấp sinh hoạt phí hàng năm và tài trợ nghiên cứu.

### Thạc sĩ quản lý (MIM)
Chương trình kéo dài từ 14 đến 16 tháng này có cách tiếp cận học tập sáng tạo với định hướng giải quyết vấn đề ứng dụng. Nó nhằm mục đích trao quyền cho thế hệ của những cá nhân toàn diện, có tư duy nhanh nhẹn và đổi mới, những người sẵn sàng tạo ra tác động tích cực trong xã hội.

## Đào tạo lãnh đạo doanh nghiệp
INSEAD tổ chức các chương trình đào tạo lãnh đạo doanh nghiệp tuyển sinh mở và cụ thể cho từng công ty, doanh nghiệp tại các cơ sở ở châu Âu, châu Á, Trung Đông và Bắc Mỹ, cũng như hợp tác với các trường đại học khác. Những người tham gia thường đến từ cấp quản lý cấp cao hoặc cấp cao nhất, có nhiều năm kinh nghiệm trong công ty hoặc ngành của họ và những người trẻ hơn 'tiềm năng cao' được xác định là chìa khóa trong các chiến lược kế nhiệm trong công ty của họ. Khoảng 12.000 giám đốc điều hành từ hơn 125 quốc gia tham gia các khóa học hoặc chương trình tại INSEAD mỗi năm.
Năm 2011, INSEAD đưa ra Chứng chỉ Điều hành về Quản lý Toàn cầu (Executive Certificate in Global Management), đây là sự công nhận chính thức được trao cho những người tham gia hoàn thành ít nhất ba chương trình lãnh đạo và quản lý toàn cầu của INSEAD trong thời gian bốn năm.

## Thứ hạng và danh tiếng
INSEAD là một trong 4 trường kinh doanh liên tục được xếp hạng trong top 5 các trường kinh doanh hàng đầu thế giới theo xếp hạng của Financial Times. 
Chương trình MBA của trường đã được xếp hạng nhất trên toàn cầu vào năm 2016, 2017, 2021 trong Bảng xếp hạng MBA toàn cầu của Financial Times. Bằng kép EMBA điều hành với Đại học Thanh Hoa được Financial Times xếp hạng 1 trên toàn cầu. Chương trình GEMBA của INSEAD được xếp hạng 7 trong cùng bảng xếp hạng. INSEAD được xếp hạng 1 trên toàn cầu trong bảng xếp hạng các Trường Kinh doanh tốt nhất thế giới năm 2017 của Tạp chí CEO World.
INSEAD không nhận quá 12% sinh viên từ cùng một quốc tịch. Chương trình MBA của trường đã đào tạo ra số lượng CEO Fortune 500 cao thứ hai, chỉ sau Harvard Business School. Trường cũng nằm trong số 20 đại học đào tạo ra nhiều cá nhân siêu giàu nhất thế giới, và nằm trong top 10 chương trình MBA toàn cầu đào tạo ra nhiều tỷ phú nhất.
Về lĩnh vực khởi nghiệp, INSEAD ước tính khoảng một nửa số cựu sinh viên của trường đã thành lập công ty tại một thời điểm nào đó trong sự nghiệp. Phân tích năm 2023 của Pitchbook cho thấy INSEAD đứng thứ tư trên thế giới về vốn huy động được, số lượng nhà sáng lập và số lượng công ty (chỉ đứng sau Harvard, Stanford và Wharton). Tính đến năm 2022, các cựu sinh viên INSEAD đã thành lập 18 công ty kỳ lân, khiến trường trở thành cơ sở đào tạo ra nhiều kỳ lân nhất ở châu Âu. Khoảng 800 cựu sinh viên của trường đã thành lập hơn 700 công ty, với tổng số vốn huy động lên đến 23 tỷ USD. Tính đến năm 2023, Đại học Harvard, Đại học Stanford và INSEAD là ba trường đại học duy nhất từng đứng đầu danh sách Poets and Quants về các công ty khởi nghiệp nhận được nhiều vốn đầu tư nhất do sinh viên MBA sáng lập.
Năm 2023, INSEAD được Poets & Quants vinh danh là Chương trình MBA của năm, đặc biệt ghi nhận sự cam kết của trường đối với phát triển bền vững. Theo Poets & Quants, "Không có trường kinh doanh nào trên thế giới làm nhiều hơn INSEAD để lồng ghép phát triển bền vững vào chương trình giảng dạy của mình." Trường đã tích hợp phát triển bền vững vào chương trình giảng dạy ở nhiều môn học khác nhau, chuẩn bị cho sinh viên đối mặt với các thách thức toàn cầu liên quan đến tác động môi trường và xã hội.
|                               | 2016 | 2017 | 2018 | 2019 | 2020 | 2021 | 2022 | 2023 | 2024 |
| ----------------------------- | ---- | ---- | ---- | ---- | ---- | ---- | ---- | ---- | ---- |
| Xếp hạng MBA Toàn cầu         | 1st  | 1st  | 2nd  | 3rd  | 4th  | 1st  | 3rd  | 2nd  | 2nd  |
| Tsinghua—INSEAD EMBA (TIEMBA) | 2nd  | 3rd  | 3rd  | 9th  | 5th  | 11th | 3rd  |      |      |
| INSEAD Global EMBA (GEMBA)    | 4th  | 8th  | 13th | 19th | 9th  | 15th | 17th |      |      |
| Các trường kinh doanh châu Âu | 3rd  | 5th  | 3rd  | 5th  | 3rd  | 3rd  | 15th |      |      |

Chương trình MBA của INSEAD xếp hạng nhất vào các năm 2021, 2017 và 2016 trong Bảng xếp hạng MBA Toàn cầu của Financial Times. Chương trình MBA điều hành kép với Đại học Thanh Hoa thường xuyên đứng trong top 10 do Financial Times xếp hạng.

## Quan hệ đối tác
INSEAD có các chương trình trao đổi với:
- Trường Wharton thuộc Đại học Pennsylvania (chương trình hợp tác - ra mắt năm 2001) [60][61][62]
- Trường Quản lý Kellogg (chương trình trao đổi MBA - ra mắt năm 2010) [63]
- Paul H. Nitze School of Advanced International Studies tại Đại học Johns Hopkins ở Washington, DC (chương trình MA và MBA bằng kép - ra mắt năm 2011) [64]
- Đại học Thanh Hoa (chương trình MBA điều hành kép - ra mắt năm 2006) [65][66]
- CEIBS (Trường Kinh doanh Quốc tế Trung Quốc Châu Âu) (Chương trình đào tạo quản trị thực hành - ra mắt năm 2012, trao đổi MBA - ra mắt năm 2013) [67]
- Đại học Sorbonne (thành lập năm 2012 với INSEAD là đối tác sáng lập) [68]
- Art Center College of Design (ra mắt năm 2015) [69]
- Trường Sư phạm, Đại học Columbia (ra mắt năm 2014) [70]
- HOUYI Institute of Advanced Education [71] - Post EMBA-INSEAD - Chương trình Lãnh đạo Doanh nghiệp Tương lai Lưu trữ ngày 26 tháng 9 năm 2020 tại Wayback Machine

## Nghiên cứu

### Trung tâm nghiên cứu

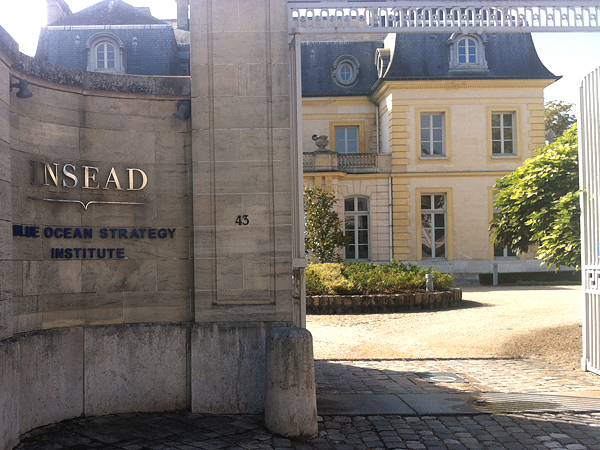
INSEAD - Blue Ocean Strategy Institute

INSEAD có 15 trung tâm thực hiện nghiên cứu trong các lĩnh vực kinh doanh và ở các khu vực địa lý khác nhau. Bao gồm:
- Centre for Decision Making and Risk Analysis (CDMRA) [72]
- Emerging Markets Institute [73]
- Healthcare Management Initiative [74]
- INSEAD Africa Initiative [75]
- INSEAD Blue Ocean Strategy Institute [76]
- INSEAD Centre for Entrepreneurship (ICE) [77]
- INSEAD Corporate Governance Initiative [78]
- INSEAD eLab [79]
- INSEAD European Competitiveness Initiative [80]
- INSEAD Global Leadership Centre (IGLC) [81]
- INSEAD Global Private Equity Initiative (GPEI) [82]
- INSEAD Innovation and Policy Initiative (IIPI) [83]
- INSEAD Social Innovation Centre [84]
- INSEAD Social Science Research Centre (ISSRC) [85]
- INSEAD-Wharton Center for Global Research and Education [86]
- Learning Innovation Centre [87]
- Wendel International Centre for Family Enterprise [88]
- Women@INSEAD [89]

## Phương pháp giảng dạy
Phương pháp giảng dạy tại INSEAD bao gồm nghiên cứu tình huống, bài giảng, học tập đồng đẳn, hướng dẫn, làm việc nhóm, mô phỏng và đóng vai.

### Nghiên cứu tình huống
Phương pháp tình huống phần lớn được sử dụng trong lớp học như một phương pháp giảng dạy. Các tình huống kinh doanh điển hình do các giáo sư INSEAD biên soạn được sử dụng rộng rãi thứ hai trong các lớp học của các trường kinh doanh trên toàn cầu, chỉ sau Trường Kinh doanh Harvard. Cùng với Trường Kinh doanh Harvard và Trường Kinh doanh ICFAI Hyderabad, INSEAD tạo thành 'bộ ba' về xuất bản các tình huống điền hình trên toàn cầu.
Các tình huồng kinh doanh được thiết kế tại INSEAD đã nhận được nhiều giải thưởng và được nhiều trường kinh doanh khác sử dụng.

### Trò chơi mô phỏng kinh doanh
Các trò chơi mô phỏng kinh doanh được INSEAD sử dụng trong giảng dạy. Nhiều trong số chúng đã được thiết kế bởi các khoa của INSEAD và được sử dụng trong nhiều cơ sở đào tạo, bao gồm:
- Mô phỏng EIS [93] (quản trị thay đổi)
- FORAD [94] (tài chính)
- IND IndustryAT (marketing)
- Markstrat (marketing)

### Đổi mới trong giáo dục
Một số nghiên cứu và sáng kiến đang được thực hiện tại INSEAD để kết hợp các phương pháp học tập sáng tạo.
Các trung tâm tiến hành nghiên cứu công nghệ và cách tiếp cận học tập như:
- INSEAD CALT (Centre of Advanced Learning Technologies) [95] đã tham gia vào nhiều dự án nghiên cứu, và đặc biệt là các dự án được tài trợ bởi các chương trình nghiên cứu từ Ủy ban Châu Âu về các phương pháp tiếp cận như mô phỏng kinh doanh hoặc cộng đồng học tập (learning communities).
- INSEAD Learning Innovation Center [96] được tài trợ để quản lý sự đổi mới trong việc thiết kế và phân phối chương trình ở INSEAD. Ví dụ, INSEAD Learning Innovation Center đã giới thiệu việc sử dụng thế giới ảo Second Life như một công cụ giáo dục.[97]
- INSEAD eLab [98] là trung tâm kết nối các nhà tài trợ và các cộng tác viên nghiên cứu bên ngoài quan tâm đến lĩnh vực big data và phân tích dữ liệu với chuyên gia của INSEAD trong lĩnh vực rộng lớn này. INSEAD eLab thực hiện nghiên cứu và hỗ trợ giảng dạy tập trung vào các giải pháp kinh doanh phân tích dữ liệu, công cụ, khuôn khổ và thông tin chi tiết về nghiên cứu có thể giúp các học giả và người thực hành tận dụng tốt hơn các cơ hội rộng lớn mà "thế giới dữ liệu" tạo ra. Để đạt được điều này, trung tâm có sự tham gia của các giảng viên INSEAD với chuyên môn về lĩnh vực cụ thể (ví dụ như marketing, kinh tế, hoạt động hoặc tài chính), các nhà nghiên cứu cấp cao từ các lĩnh vực khác nhau, các kỹ sư và nhà khoa học dữ liệu, và cộng tác viên từ các tổ chức học thuật khác cũng như khu vực tư nhân. Trung tâm cũng sử dụng phân tích dữ liệu hiện đại và các nền tảng phát triển phần mềm hợp tác, cho phép cả các phương pháp phân tích dữ liệu nâng cao và sự hợp tác liền mạch trong INSEAD cũng như với các tổ chức và nhà tài trợ khác.

## Cá nhân tiêu biểu
Hiệp hội cựu học viên được thành lập bởi một nhóm cựu học viên vào năm 1961 và hợp tác chặt chẽ với INSEAD để cung cấp dịch vụ cho cộng đồng cựu học viên INSEAD toàn cầu gồm 46.000+ thành viên tại 171 quốc gia. Nhiều người là thành viên của Hiệp hội Cựu học viên Quốc tế INSEAD, trong đó có 46 hiệp hội cựu sinh viên quốc gia.

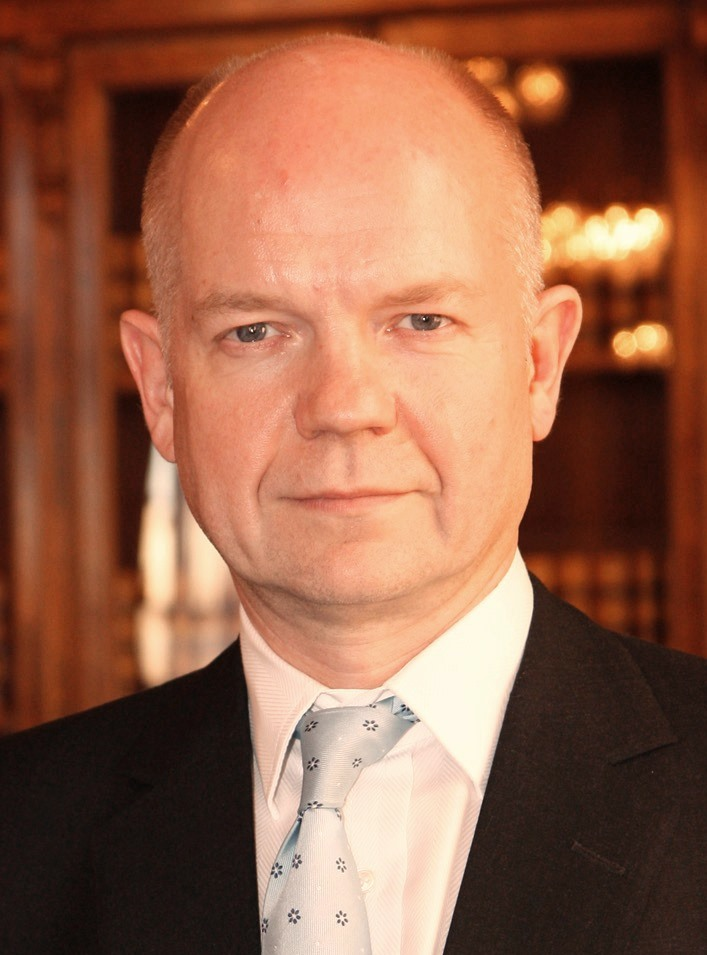
William Hague, Tốt nghiệp MBA năm 1986, Chủ tịch Đại học Oxford thứ 106 (đương nhiệm), Nguyên Quốc vụ khanh Thứ nhất phụ trách Ngoại giao, Nguyên Lãnh đạo Hạ viện Vương quốc Anh.
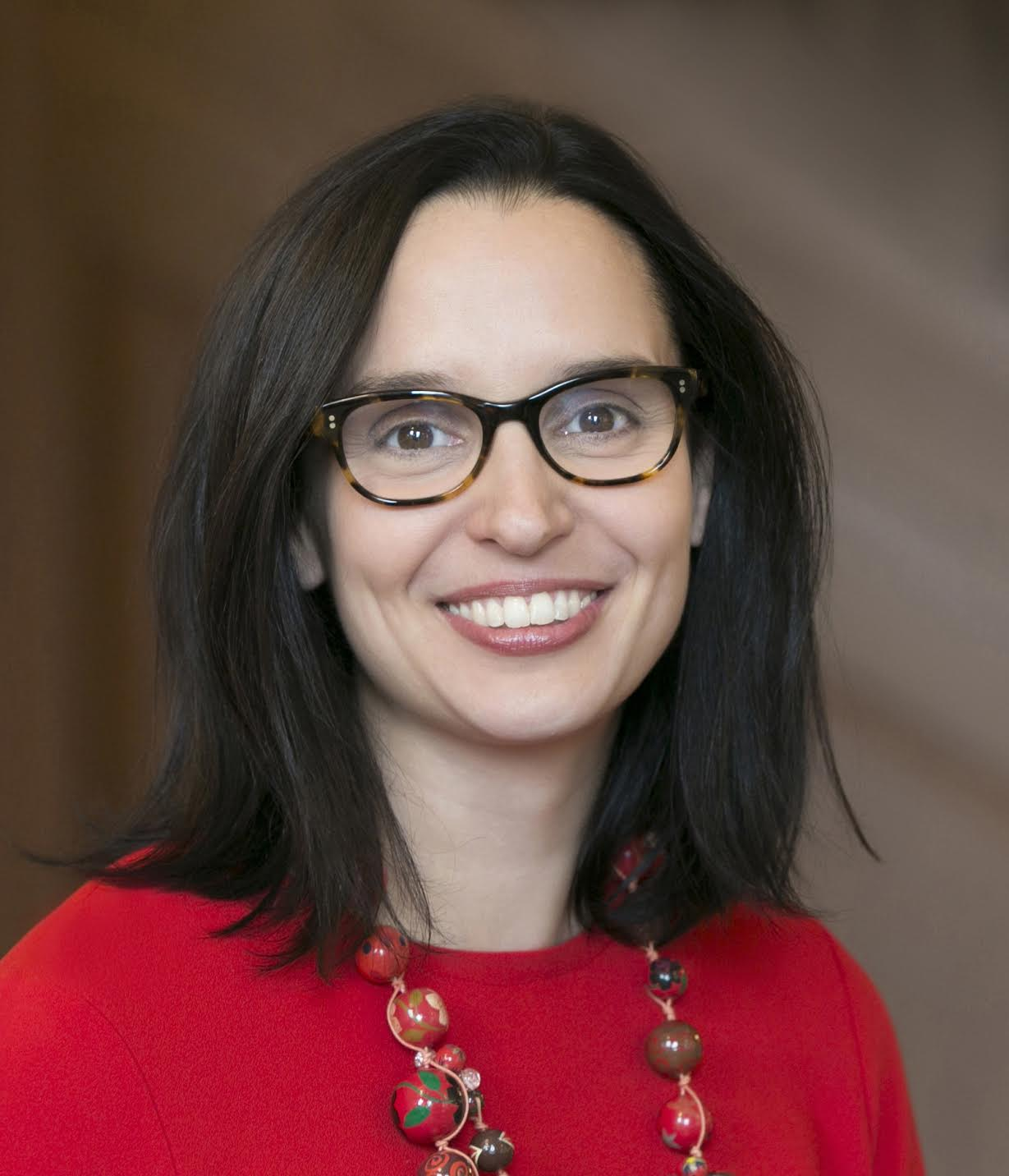
Julie Battilana, Tốt nghiệp tiến sỹ năm 2006, nay là Giáo sư Quản trị Kinh doanh tại Trường Kinh doanh Harvard và Giáo sư Đổi mới Sáng tạo Xã hội tại Trường Harvard Kennedy.
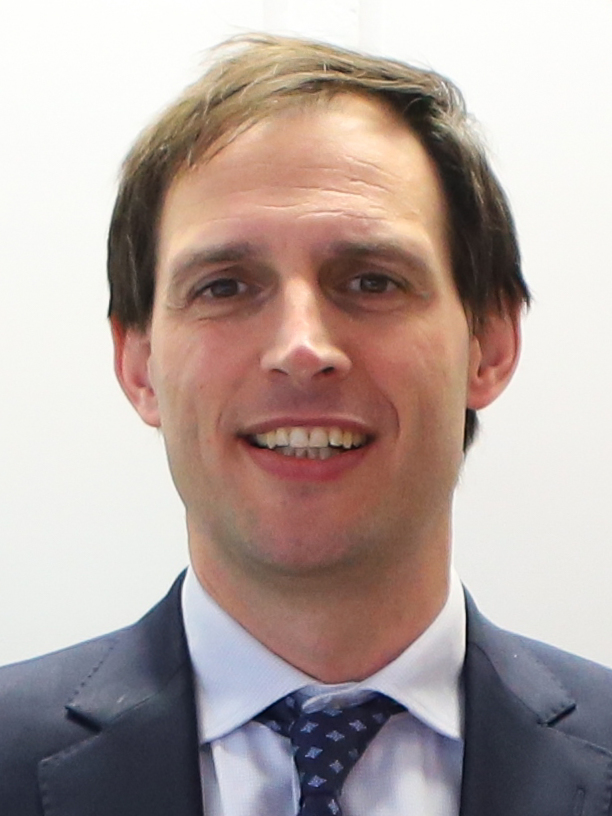
Wopke Hoekstra, Tốt nghiệp MBA năm 2005, Phó Chủ tịch Liên minh Châu Âu phụ trách Biến đổi Khí hâu, Nguyên Phó Thủ tướng Hà Lan
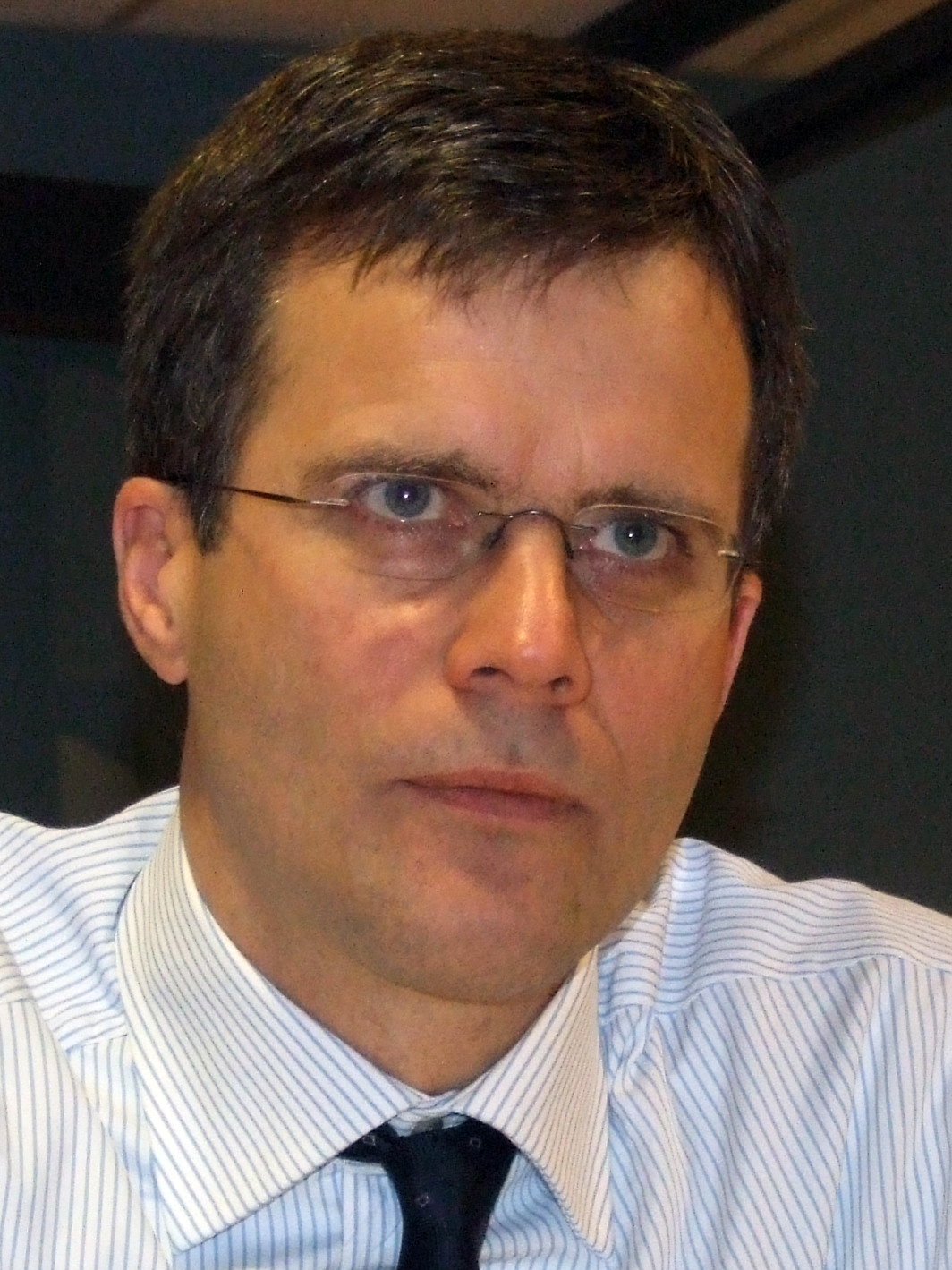
Helge Lund, Tốt nghiệp MBA, Chủ tịch Hội đồng quản trị Tập đoàn BP, Chủ tịch Hội đồng quản trị Novo Nordisk.
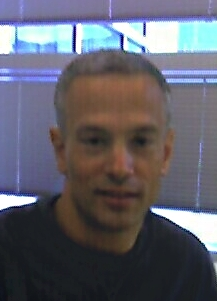
Geoff Ralston, Tốt nghiệp MBA, Chủ tịch của Y Combinator
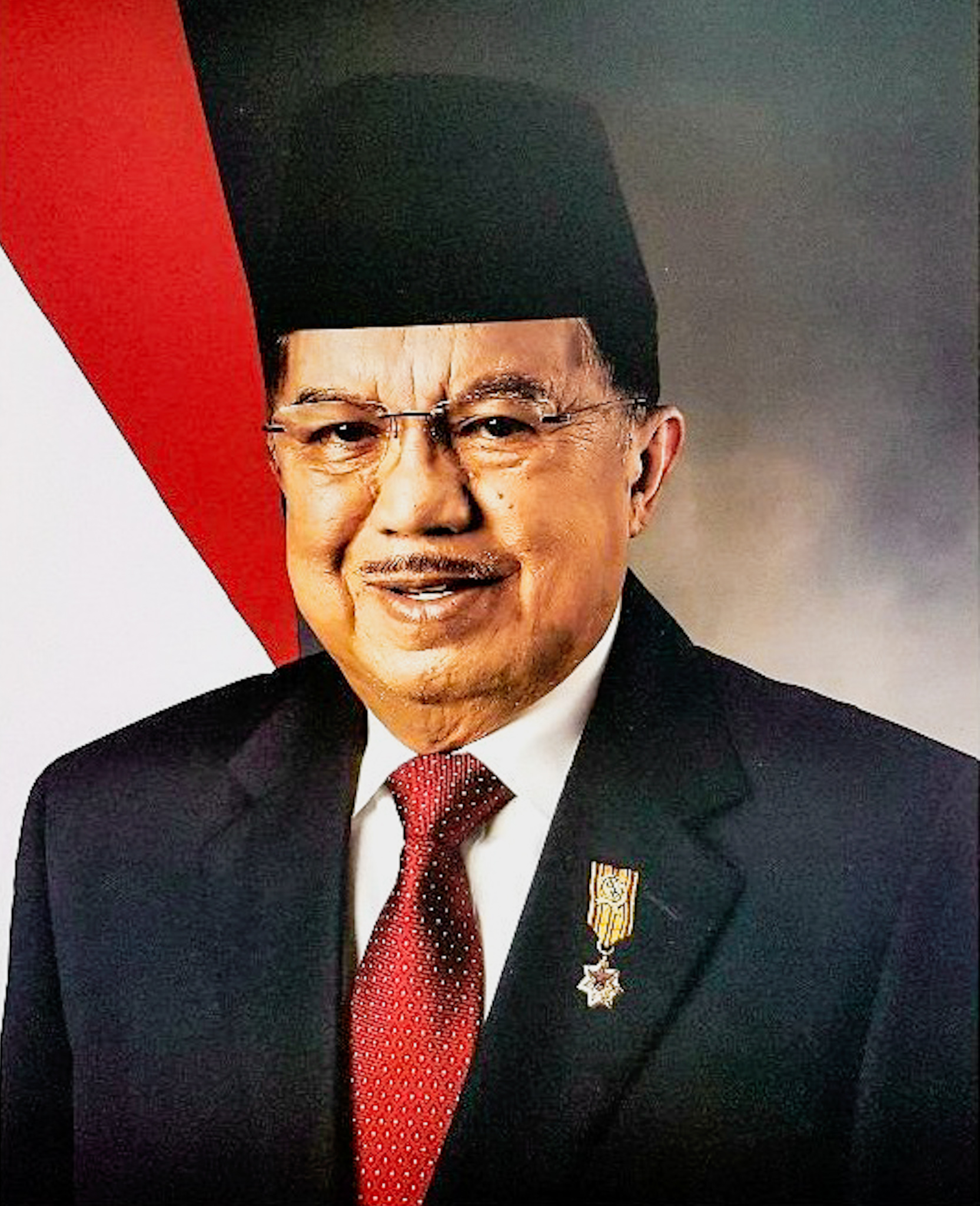
Jusuf Kalla, Tốt nghiệp MBA, Phó tổng thống Indonesia.
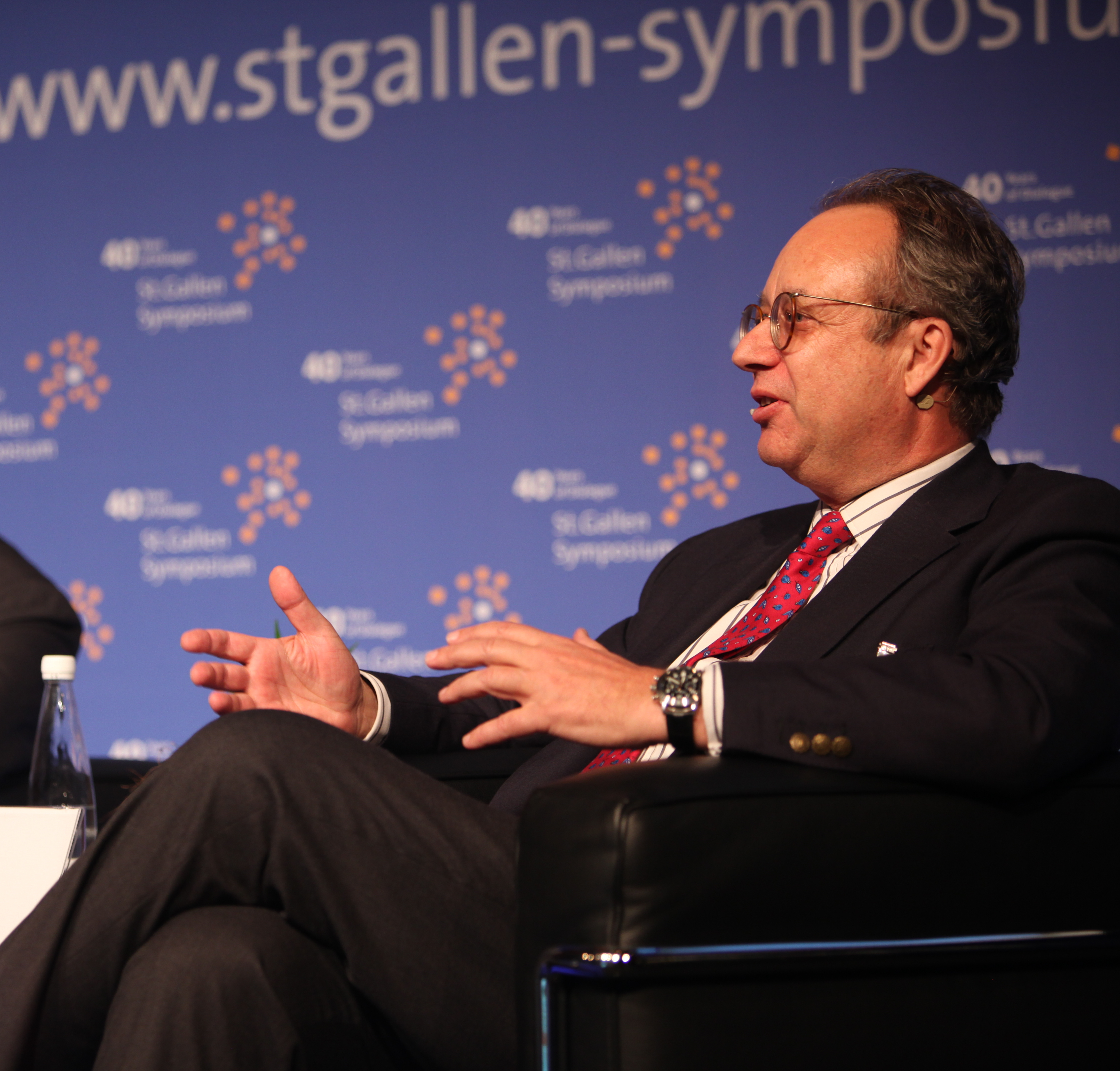
Robert Peugeot, Tốt nghiệp MBA, tỷ phú, Phó Chủ tịch Hội đồng Quản trị Tập đoàn Stellantis
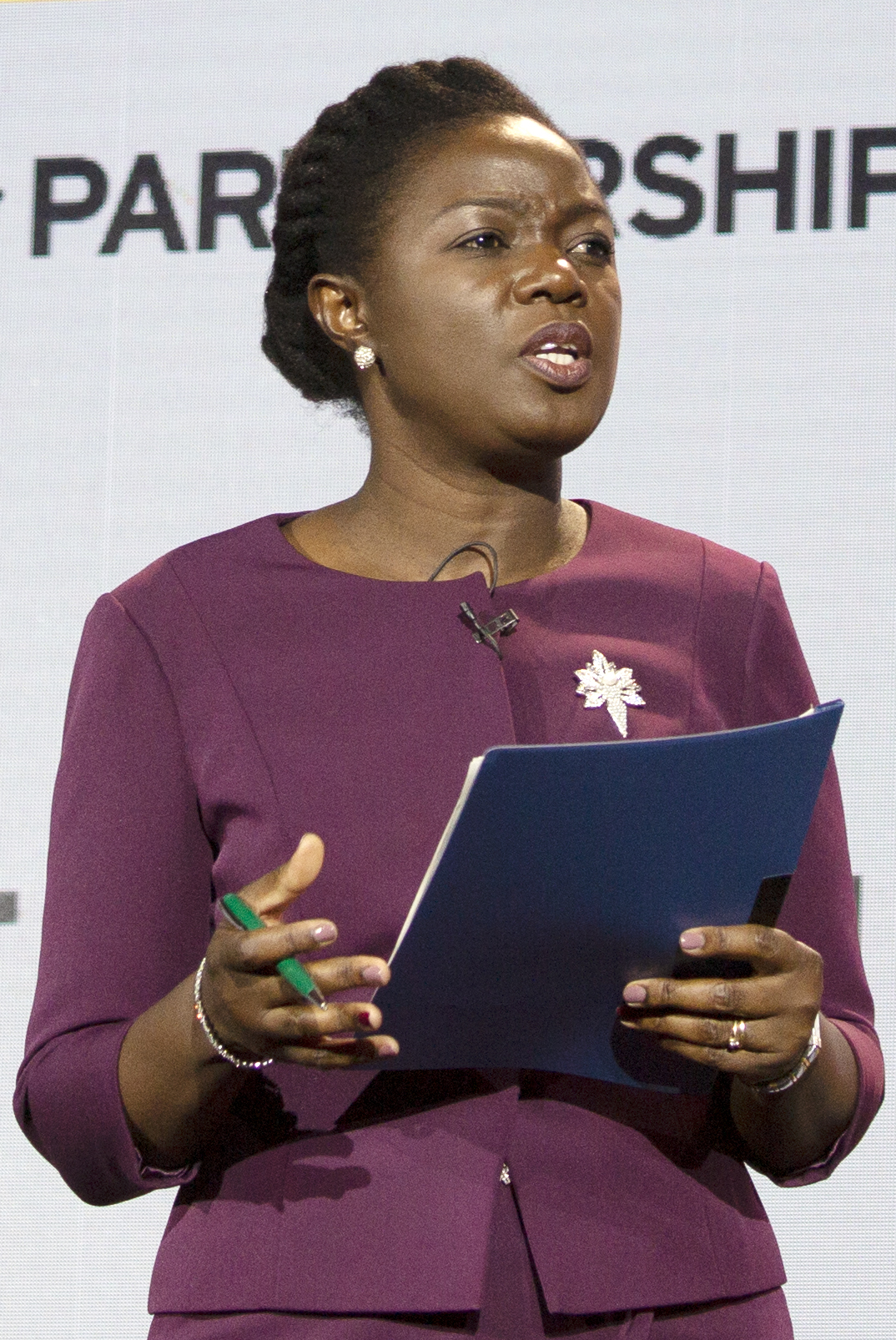
Lucy Quist, Tốt nghiệp MBA, Giám đốc điều hành Khối Công nghệ, Morgan Stanley.
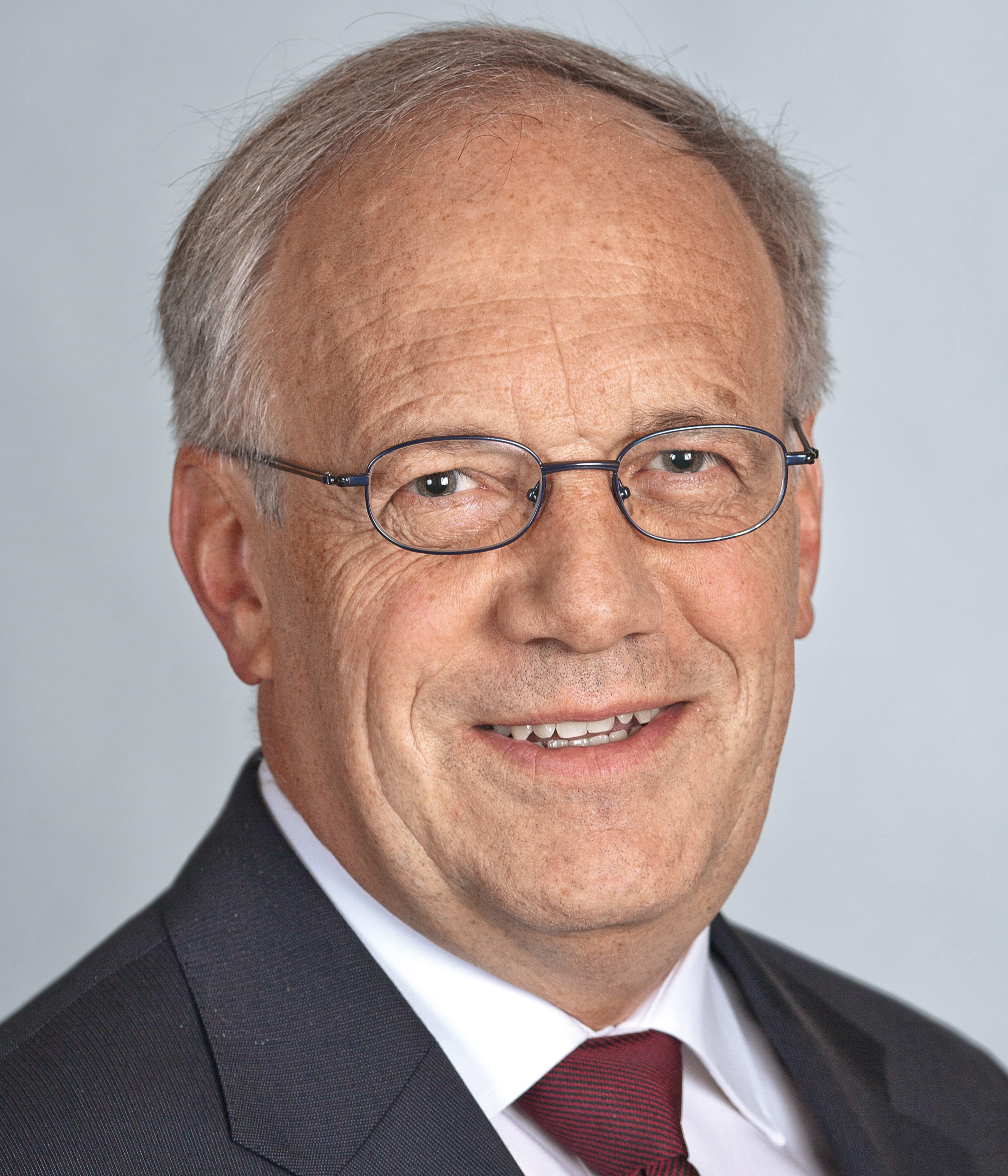
Johann Schneider-Ammann, Tốt nghiệp MBA, Tổng thống Thụy sỹ.
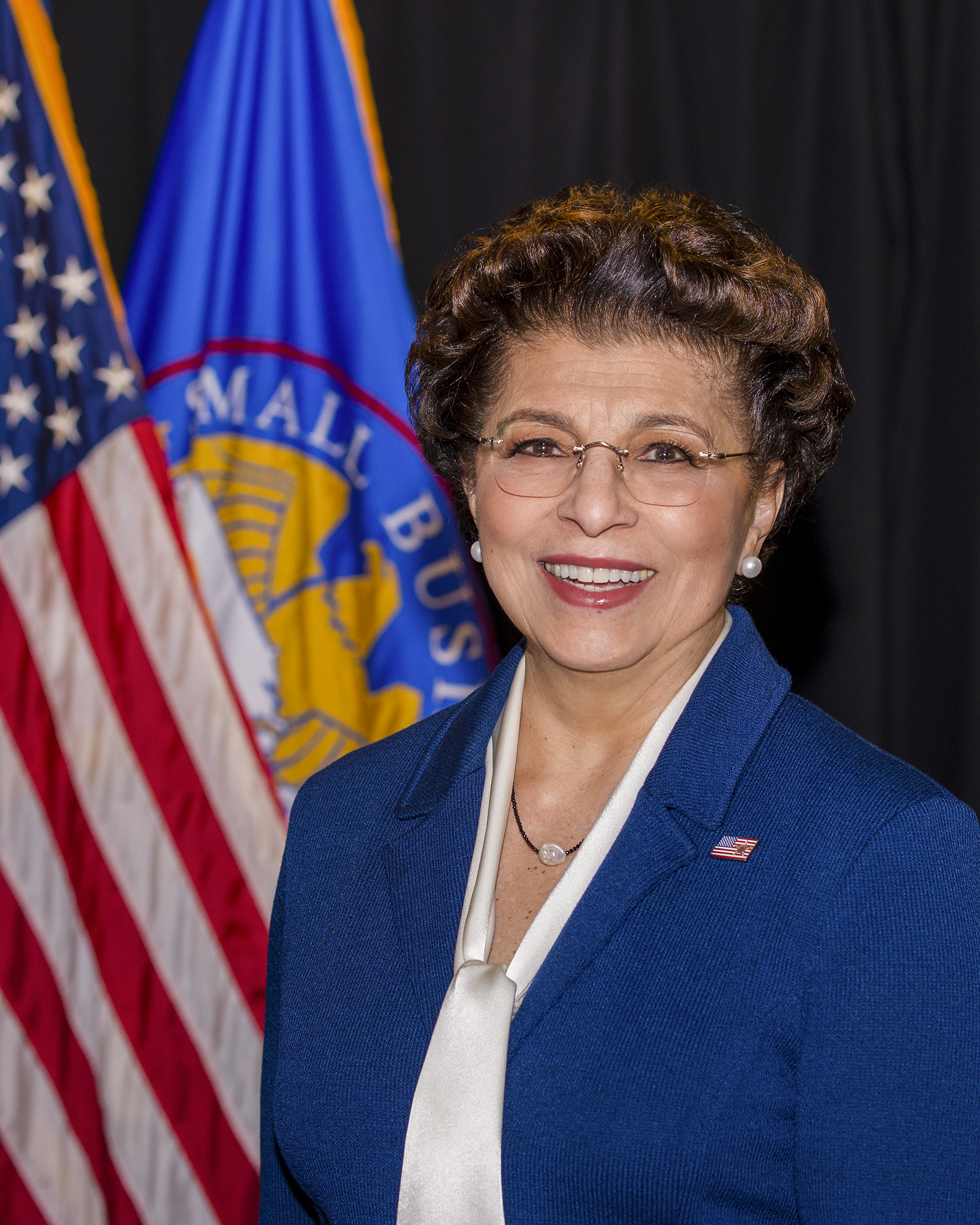
Jovita Carranza, Tốt nghiệp MBA, Thống đốc Ngân khố Liên bang Hoa Kỳ thứ 44
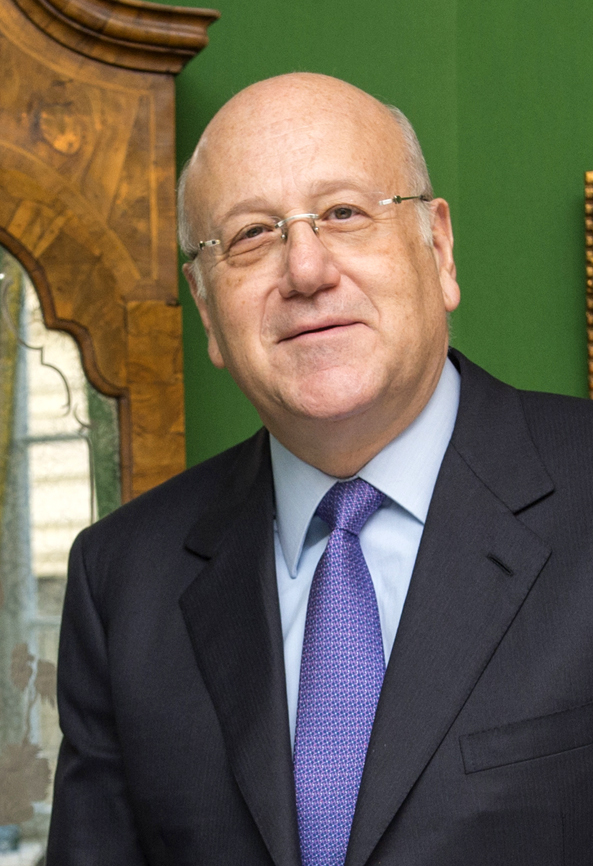
Najib Mikati, Doanh nhân tỷ phú và nguyên Thủ tướng Li Băng.
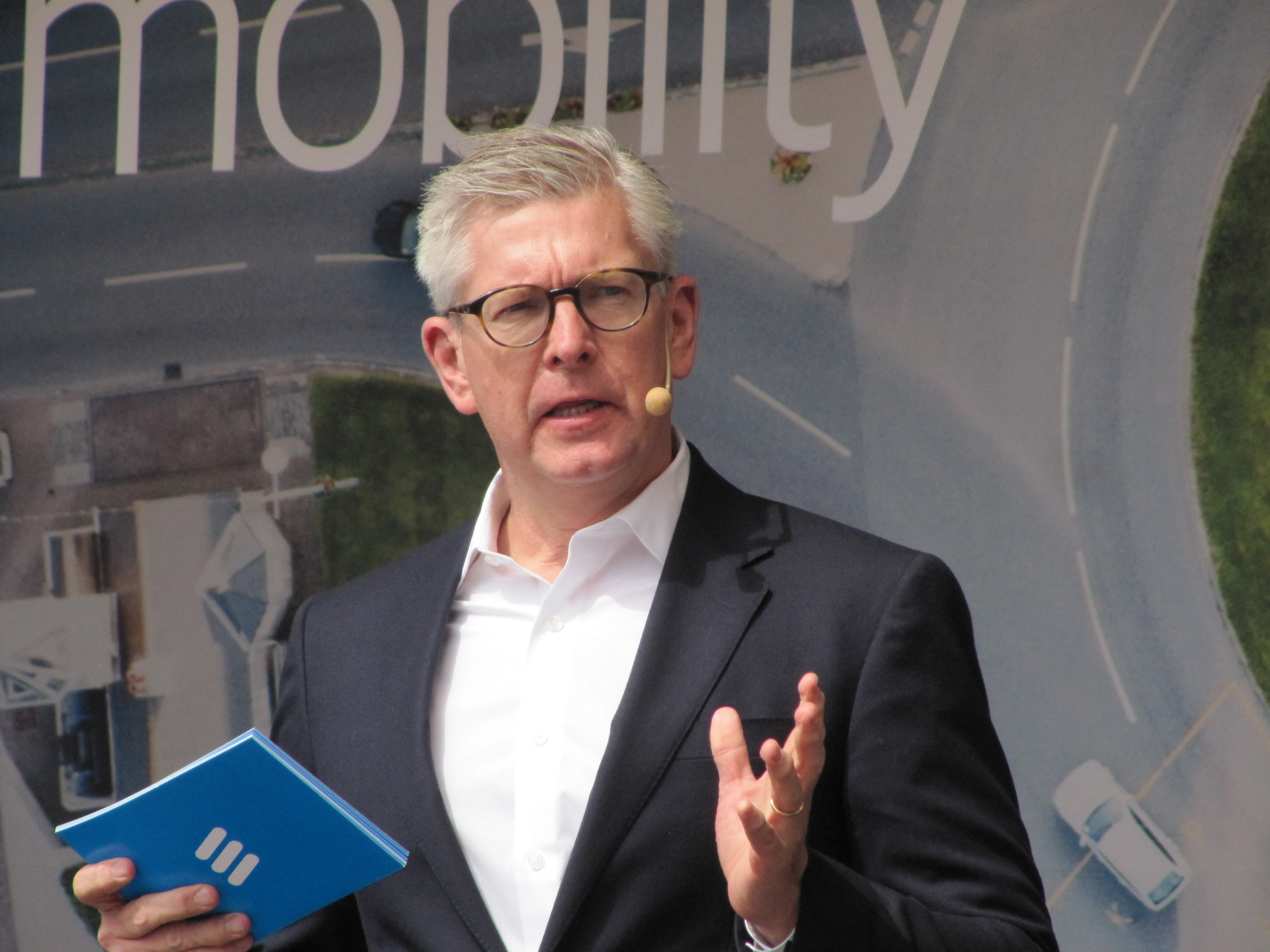
Börje Ekholm, Tốt nghiệp MBA, CEO của Ericsson
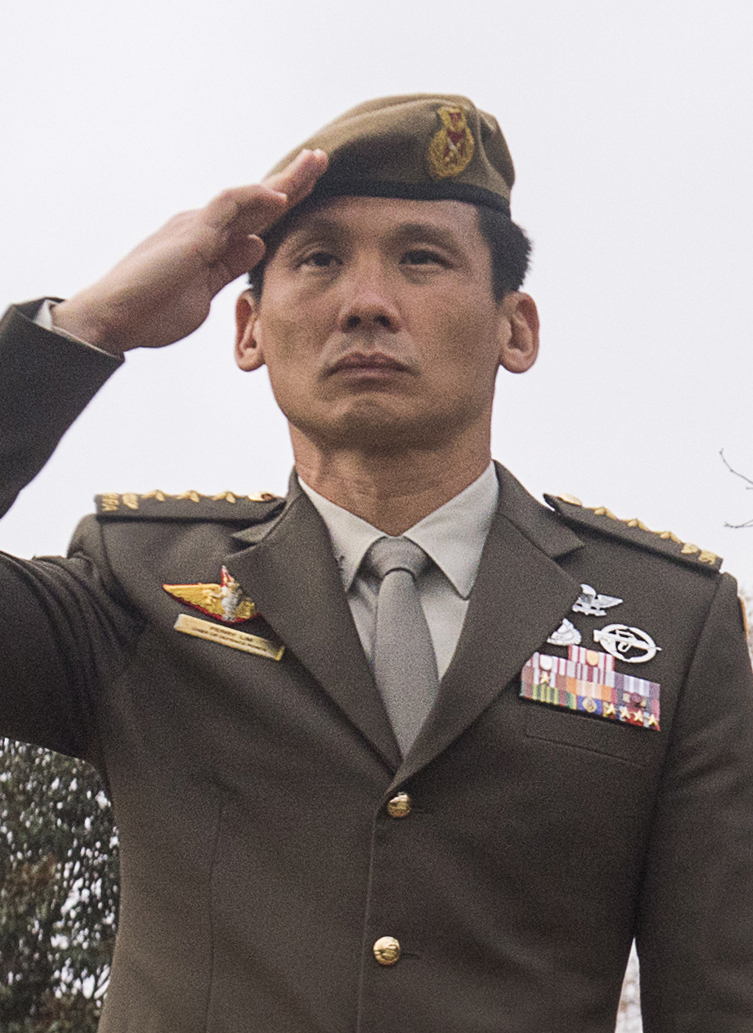
Perry Lim, cựu sinh viên MBA, nguyên Bộ trưởng Quốc phòng Singapore.
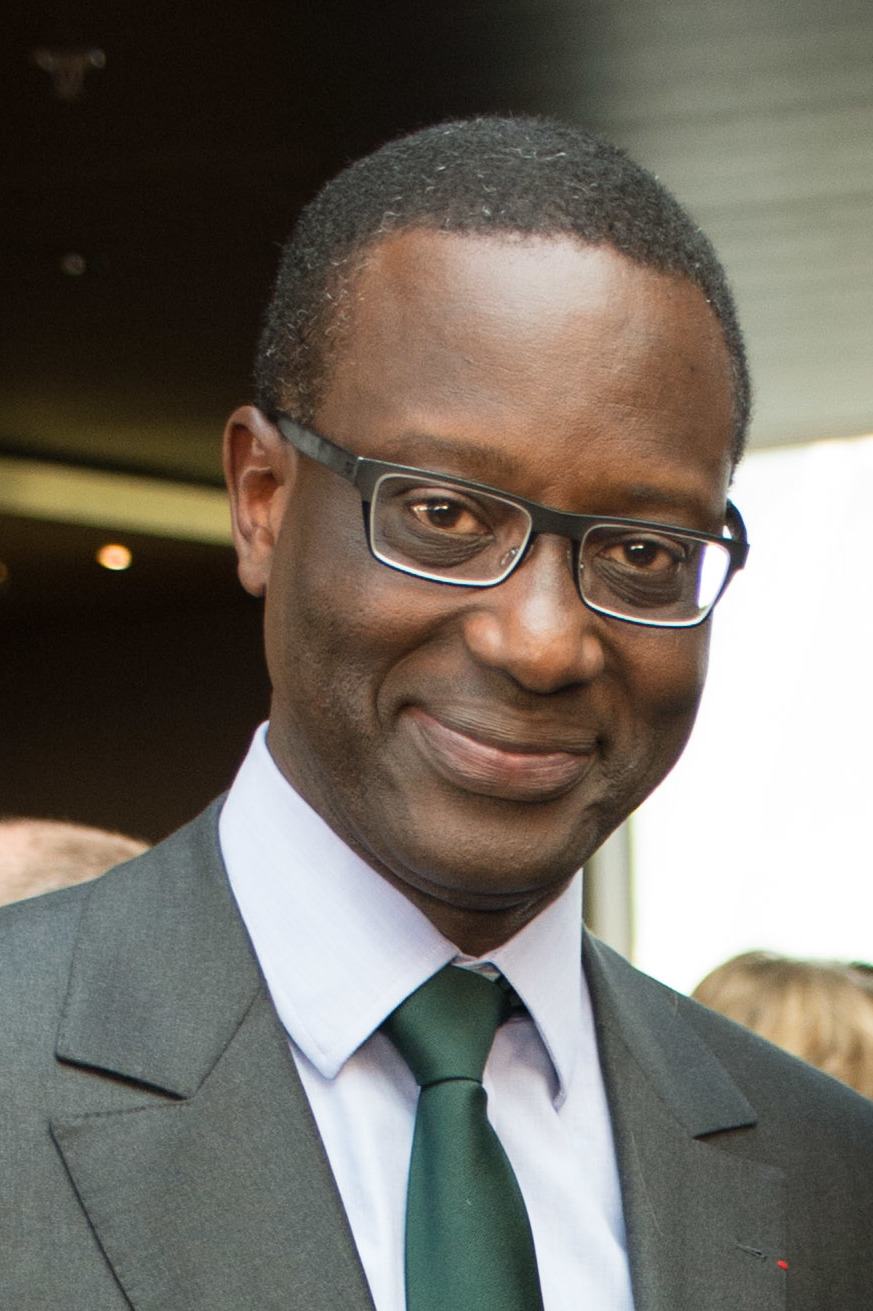
Tidjane Thiam, Tốt nghiệp MBA, Nguyên CEO của Credit Suisse và Prudential
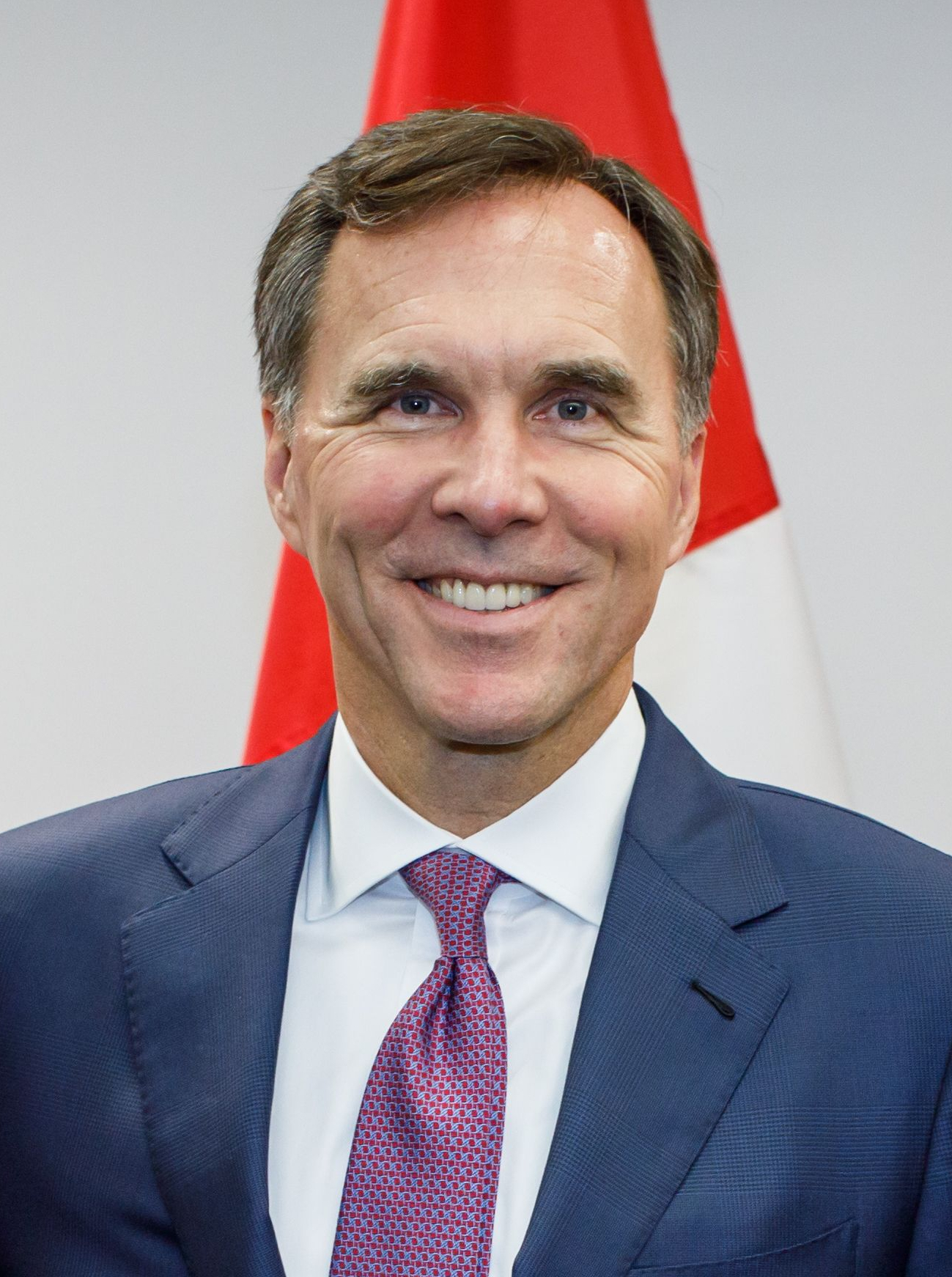
Bill Morneau, Tốt nghiệp MBA, Bộ trưởng Tài chính Canada
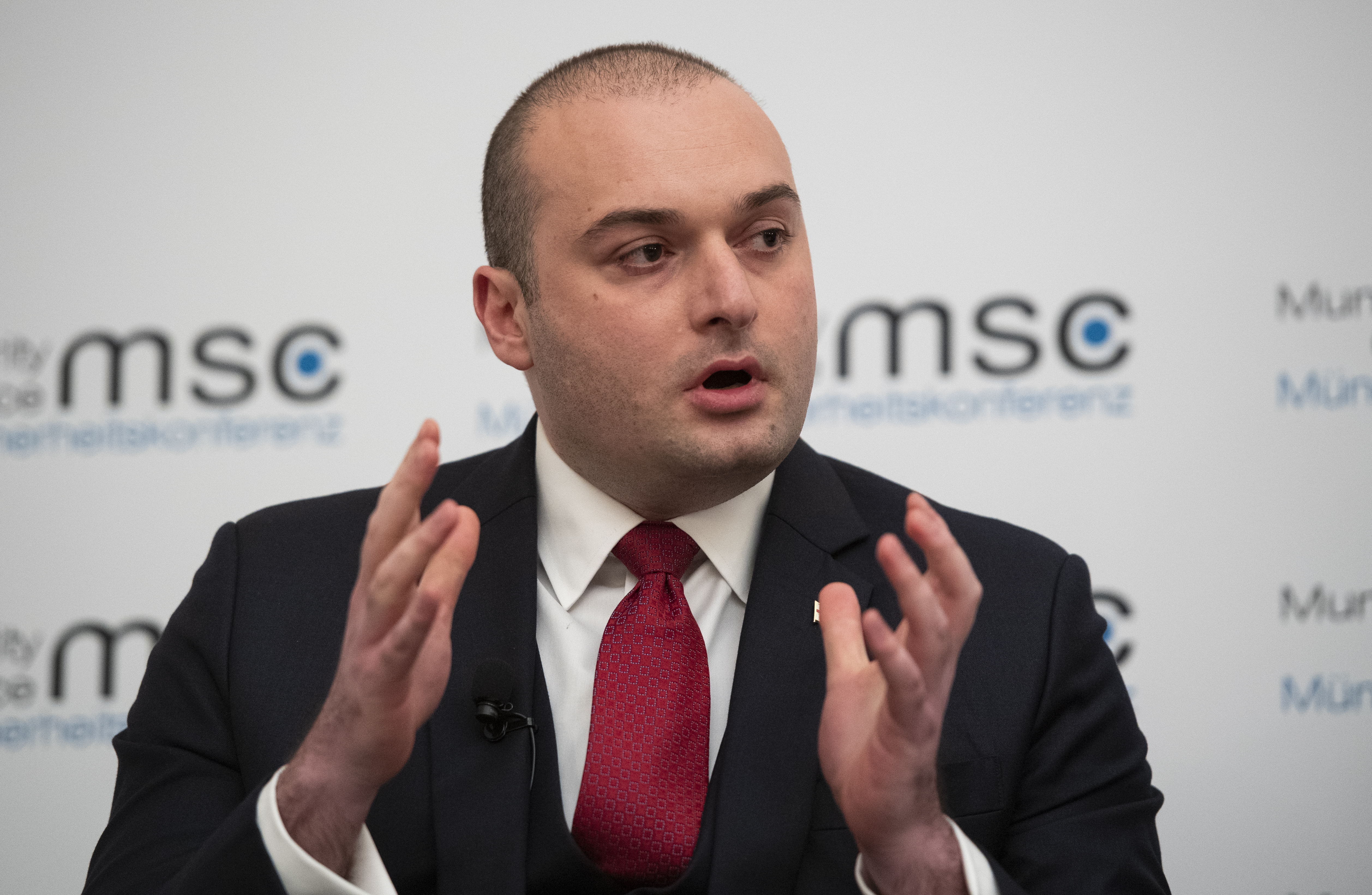
Mamuka Bakhtadze, Thủ tướng Gruzia
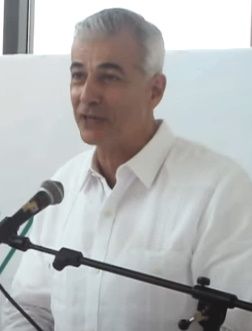
Fernando Zobel de Ayala, Chủ tịch và COO, Ayala Corporation
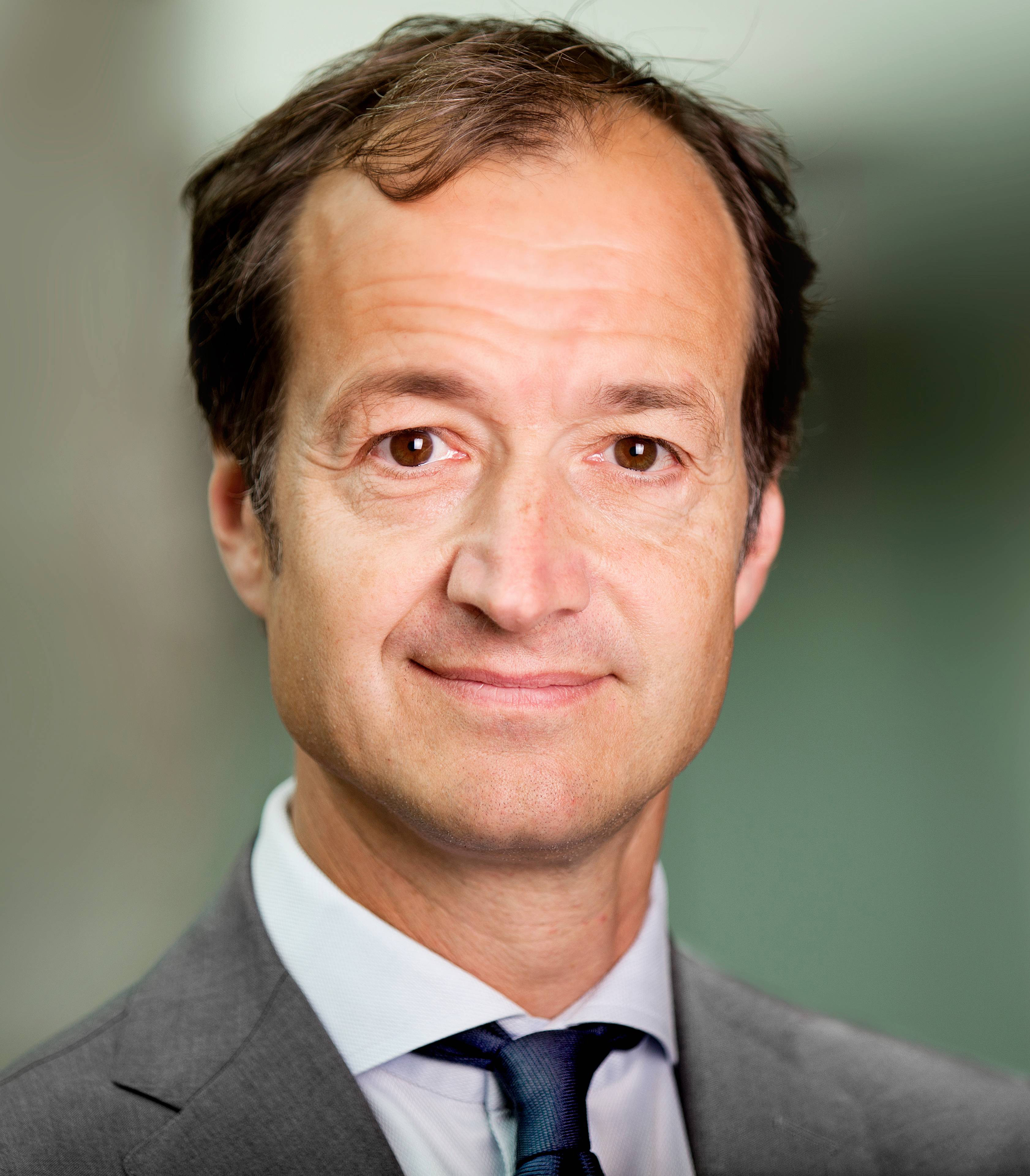
Eric Wiebes, Bộ trưởng Kinh tế và Chính sách Khí hậu Hà Lan
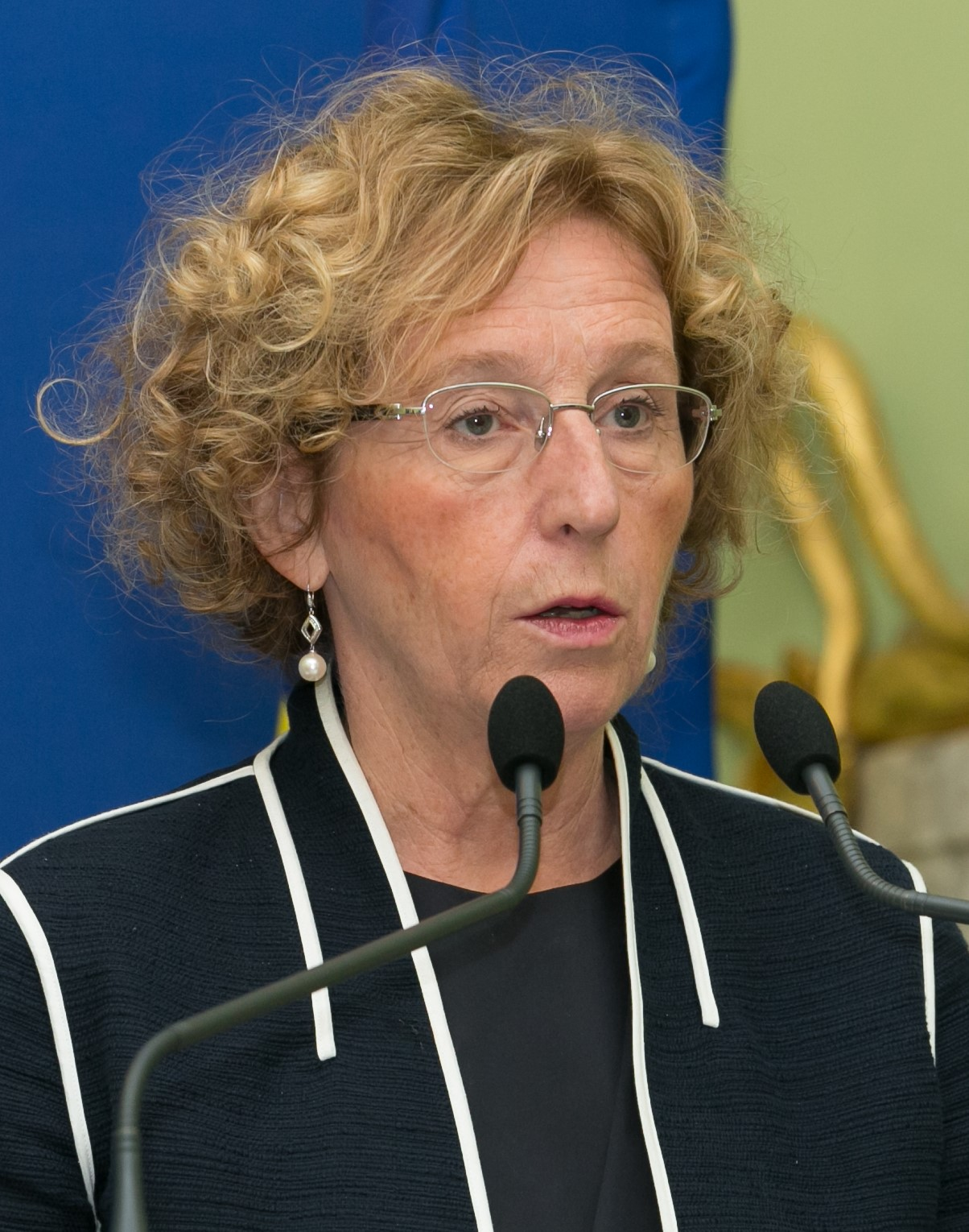
Muriel Penicaud, Bộ trưởng Lao động Pháp

Ngoài các hiệp hội quốc gia, các cựu sinh viên INSEAD đã thành lập các câu lạc bộ và nhóm dành riêng cho các ngành và hoạt động cụ thể. Các nhóm này bao gồm Hubert Society, Energy Club, INSEAD Healthcare Alumni Network  và Salamander Golf Society.

### Học giả
- Georges Doriot, "cha đẻ của chủ nghĩa đầu tư mạo hiểm"[105] , nguyên hiệu phó của Trường Kinh doanh Harvard và người sáng lập của INSEAD
- W. Chan Kim, và Renée Mauborgne, Hai Giáo sư về chiến lược và tác giả của học thuyết Chiến lược đại dương xanh và cuốn sách cùng tên, giải Thinker50 vinh danh những nhà tư tưởng hàng đầu trong khoa học quản trị.
- Herminia Ibarra, nguyên giáo sư về khoa học hành vi  tại INSEAD, nay là giáo sư tại Trường Kinh doanh London, giải Thinker50 vinh danh những nhà tư tưởng hàng đầu trong khoa học quản trị.
- Julie Battilana, cựu nghiên cứu sinh tiến sĩ tại INSEAD, Giáo sư Joseph C. Wilson về Quản trị Kinh doanh tại Trường Kinh doanh Harvard và Giáo sư Đổi mới Xã hội Alan L. Gleitsman tại Trường Chính sách Công Harvard.[106]
- Ian Goldin, cựu sinh viên AMP tại INSEAD, Giáo sư và Giám đốc sáng lập tại Oxford Martin School, Đại học Oxford.
- Will Hutton, cựu sinh viên MBA tại INSEAD, Nguyên Hiệu trưởng, Hertford College, Oxford.
- Johanna Mair, cựu nghiên cứu sinh tiến sĩ tại INSEAD, Giáo sư về Tổ chức, Chiến lược và Lãnh đạo tại Trường Quản trị Hertie, Đồng giám đốc Phòng thí nghiệm Đổi mới Toàn cầu cho Tác động tại Đại học Stanford.[107]
- Luc Wathieu, cựu nghiên cứu sinh tiến sĩ tại INSEAD, Giáo sư về Tiếp thị tại Trường Kinh doanh McDonough, Đại học Georgetown, từng là Phó Hiệu trưởng từ năm 2013 đến 2017.[108]
- Zsolt Katona, cựu nghiên cứu sinh tiến sĩ tại INSEAD, Giáo sư Tiếp thị Cheryl và Christian Valentine, UC Berkeley.[109]
- Haiyang Yang, cựu nghiên cứu sinh tiến sĩ tại INSEAD, Phó Giáo sư tại Trường Kinh doanh Carey, Đại học Johns Hopkins.[110]
- Ludovic Phalippou, cựu nghiên cứu sinh tiến sĩ tại INSEAD, Giáo sư Kinh tế Tài chính, Đại học Oxford.[111]
- Stylianos (Stelios) Kavadias, cựu nghiên cứu sinh tiến sĩ tại INSEAD, Giáo sư Margaret Thatcher về Nghiên cứu Doanh nghiệp trong Đổi mới & Tăng trưởng tại Trường Kinh doanh Cambridge Judge, Đại học Cambridge, Đồng Giám đốc Trung tâm Khởi nghiệp.[112]

### Tổng giám đốc/Chủ tịch HĐQT trong Financial Times Global 500 và Fortune 500
- Tidjane Thiam, Former CEO, Credit Suisse và Prudential
- Börje Ekholm, CEO, Ericsson
- André Calantzopoulos, CEO, Philip Morris International
- António Horta-Osório, CEO, Lloyds Banking Group, Chủ tịch Hội đồng quản trị Credit Suisse.
- Ben Keswick, Chủ tịch Hội đồng quản trị, Jardine Matheson
- Bob van Dijk, CEO, Naspers
- Mark Read, CEO, WPP
- Gonzalo Gortázar, CEO, CaixaBank
- Franz Humer, Chủ tịch Hội đồng quản trị, Diageo
- Flemming Ornskov, CEO, Galderma
- Helge Lund, CEO, BG Group, Chủ tịch Hội đồng quản trị BP, Chủ tịch Hội đồng quản trị Novo Nordisk.
- Lord Simon of Highbury, Former Chairman and CEO, BP
- Marius Kloppers, Former CEO, BHP Billiton
- Sir Lindsay Owen-Jones, Nguyên Chủ tịch Hội đồng quản trị, L'Oreal
- Colin Dyer, CEO, Jones Lang LaSalle
- Arthur Sadoun, CEO, Publicis groupe
- Paul Desmarais, Jr., Chủ tịch Hội đồng quản trị và Co-CEO, Power Corporation of Canada

### Doanh nhân/Entrepreneur
- Bernard Broermann, Founder Asklepios Kliniken, hệ thống bệnh viện tư nhân lớn nhất nước Đức. Broermann có tài sản ròng 3,5 tỷ đô la Mỹ[113]
- Rudolf Maag, Founder Stratec Medical, được mua lại bởi Johnson & Johnson. Maag có tài sản ròng 4,1 tỷ đô la Mỹ[114]
- Reinold Geiger, Chủ tịch và CEO L'Occitane. Geiger có tài sản ròng 1,3 tỷ đô la Mỹ[115]
- SP Hinduja Shanu, Chủ tịch ngân hàng Hinduja tại Thụy Sỹ. Shanu có tài sản ròng 19,5 tỷ đô la Mỹ[116]
- André Hoffmann, Cổ đông hãng dược Hoffmann-La Roche. Hoffmann có tài sản ròng 4,7 tỷ đô la Mỹ[117]
- Najib Mikati, Founder Investcom, công ty viễn thông lớn tại Li băng và sau đó trở thành Thủ tướng nước này. Mikati có tài sản ròng 3 tỷ đô la Mỹ[118]
- Wolfgang Marguerre, Founder and Chairman Octapharma, công ty dược tại Thụy Sỹ. Marguerre có tài sản ròng 7,7 tỷ đô la Mỹ[119][120]
- Henry Engelhardt, Founder Admiral Group, công ty bảo hiểm tại Anh. Engelhardt có tài sản ròng 1,5 tỷ đô la Mỹ[121][122]
- Andreas Jacobs, Chủ tịch Hội đồng quản trị INSEAD, Thành viên Hội đồng quản trị Jacobs Holdings, Nguyên phó chủ tịch Adecco[123]
- Taavet Hinrikus, Co-Founder and CEO, TransferWise, công ty siêu kỳ lân trong lĩnh vực fintech. Hinrikus có tài sản ròng 1,5 tỷ đô.[124]
- Jani Rautiainen, Co-Founder, PropertyGuru[125], công ty kỳ lân trong lĩnh vực proptech
- Kevin P. Ryan, Co-Founder & Former CEO, DoubleClick, CEO, Gilt Groupe, Co-founder, MongoDB - công ty kỳ lân trong lĩnh vực cơ sở dữ liệu, Co-founder, Business Insider.
- Cameron Stevens, Founder and CEO, Prodigy Finance, công ty kỳ lân trong lĩnh vực fintech
- Said Darwazah, Founder, CEO và Chủ tịch Hội đồng quản trị, Hikma Pharmaceuticals
- Roustam Tariko, Founder & President, Russian Standard, tỷ phú đô la.
- Nicolas Brusson, Co-Founder and CEO, BlaBlaCar, công ty kỳ lân trong lĩnh vực vận tải và giao hàng
- Erik Wachtmeister, Founder, aSmallWorld
- Gary Wang, Founder và CEO, kỳ lân công nghệ Tudou

### Công nghệ
- Goeff Ralston, Chủ tịch Y Combinator
- Barney Harford, Thành viên Hội đồng Quản trị United Airlines, Former COO, Uber, Former CEO Orbitz
- Hari V. Krishnan, CEO, PropertyGuru
- Tom Adams, Former Chairman & CEO, Rosetta Stone Inc.
- Jeff Goldstein, President, PriceGrabber

### Tài chính
- Huw van Steenis, Head of European Financials Services Research, Morgan Stanley
- Meera Sanyal, Former CEO of Royal Bank of Scotland, India
- Philip Hampton, Chairman, J Sainsbury; Former Chairman, Royal Bank of Scotland Group
- Paul Marshall, Co-founder and Chairman, Marshall Wace
- Miguel Pais do Amaral, Entrepreneur, Quifel Holdings
- Driss Ben-Brahim, Special Situations, GLG Partners
- Andrea Orcel, CEO, Banco Santander
- Rob Formby, COO, Allan Gray
- Niall Wass, COO, Wonga.com
- Joshua Oigara, CEO, KCB Group Limited

### Hàng và dịch vụ tiêu dùng
- Niels Christiansen, CEO, LEGO
- Antoine Arnault, CEO, Berluti, and Chairman, Loro Piana
- Adam Goldstein, CEO, Royal Caribbean International
- Baron Robert Gillespie of Blackhall, OBE (born 1947), industrialist and author
- Philippe Harache, Former deputy CEO, Eurocopter
- Barbara Martin Coppola, Chief Digital Officer, IKEA
- Grégoire de Spoelberch, Thành viên hội đồng quản trị, Anheuser-Busch InBev
- Johan Van Gossum, Global Vice President of Financial Reporting and Accounting, Anheuser-Busch InBev

### Công nghiệp
- Jessica Uhl, CFO, Royal Dutch Shell
- Fernando Zobel de Ayala, President & COO, Ayala Corporation
- Philip Hampton, Chairman, J Sainsbury former Group Finance Director, Lloyds TSB, BT Group, and British Steel
- Noel Tata, Managing Director, Tata International
- Sam Laidlaw, CEO, Centrica plc
- Peter Záboji, angel investor and entrepreneur
- Carolyn Fairbairn, Director-General, Confederation of British Industry
- Egil Hogna, President & CEO, Sapa Group
- Finn Rausing, Co-Owner, Tetra Laval
- Luca Desiata, CEO, SOGIN
- Yves-Michel Marti, pioneer in Competitive Intelligence, CEO of The Baconian Company and Magentine
- Chaitanya Kalipatnapu, Co-Founder, Eruditus Executive Education
- Antoine Rostand, President, Schlumberger Business Consulting

### Chính trị gia
- Johann Schneider-Ammann, Cựu Tổng thống Thụy Sĩ
- Jusuf Kalla, Cựu Phó Tổng thống Indonesia
- Najib Mikati, Cựu Thủ tướng Li Băng
- Mamuka Bakhtadze, Thủ tướng thứ 13 của Gruzia
- Wopke Hoekstra, Bộ trưởng Tài chính Hà Lan
- Bill Morneau, Bộ trưởng Tài chính Canada
- Seamus O'Regan, Bộ trưởng Tài nguyên Canada
- William Hague, Bộ trưởng Ngoại giao Anh Quốc
- Perry Lim, Tổng Tư lệnh các lực lượng vũ trang Singapore
- Andrew Large, Cựu thống đốc Ngân hàng Trung ương Anh
- Conor Lenihan, Cựu Bộ trưởng Ireland
- Elena Panaritis, Ủy viên Quốc hội Hy Lạp
- Hoàng tử Constantijn của Hà Lan
- Hoàng tử Friso của Orange-Nassau
- Hoàng tử Jean của Luxembourg
- Jovita Carranza, Thống đốc Ngân khố Hoa Kỳ
- Jussi Pajunen, Cựu Thị trưởng Helsinki
- Tioulong Saumura, Ủy viên Quốc hội Cambodia
- Sam Rainsy, Ủy viên Quốc hội Cambodia
- Wolf Klinz, Nghị sĩ Nghị viện châu Âu

### Các lĩnh vực khác
- Andrew Noble (Vận động viên trượt tuyết) 2010 Winter Olympics Alpine Skiing
- Jan Jananayagam, Co-Founder, Tamils Against Genocide
- Lucy Quist, President of African Institute of Mathematical Sciences, Ghana
- Peter Fudakowski, 2006 Academy Award Winner for Best Foreign Film
- Will Hutton, Hiệu trưởng, Hertford College, Oxford
- Ryoichi Ueda, Former President, Đài truyền hình NHK[126]

### Cựu sinh viên INSEAD tại Việt Nam
- Phạm Phú Khôi, Phó Tổng giám đốc VPBank [127]
- Ngô Thuỳ Ngọc Tú, Chủ tịch YOLA, Đồng sáng lập ứng dụng học tiếng Anh ELSA, Forbes Việt Nam 30 under 30 năm 2015 [128]
- Nguyễn Văn Giáp, Giám đốc Lenovo Vietnam [129]